# National Center for Biotechnology Information
National Center for Biotechnology Information (NCBI) face parte din Biblioteca Națională de Medicină a Statelor Unite (NLM), o ramură a Institutelor Naționale de Sănătate (NIH). Acesta este aprobat și finanțat de guvernul Statelor Unite. NCBI este situat în Bethesda, Maryland și a fost fondată în 1988 prin legislația sponsorizată de senatorul Claude Pepper (1900-1989).
NCBI găzduiește o serie de baze de date relevante pentru biotehnologie și biomedicină și reprezintă o resursă importantă pentru instrumentele și serviciile de bioinformatică. Bazele de date majore sunt GenBank pentru secvențele de ADN și PubMed, o bază de date bibliografică pentru literatura biomedicală. Alte baze de date sunt baza de date NCBI Epigenomics . Toate aceste baze de date sunt disponibile online prin intermediul motorului de căutare Entrez. NCBI a fost regizat de David Lipman, unul dintre autorii originali ai BLAST secvența de aliniere program și o figură respectată pe scară largă în bioinformatică. El a condus, de asemenea, un program de cercetare intramural, inclusiv grupuri conduse de Stephen Altschul (un alt coautor BLAST), David Landsman, Eugene Koonin, John Wilbur, Teresa Przytycka și Zhiyong Lu. David Lipman s-a remarcat în mai 2017.